# Hjullusern
Hjullusern (Medicago orbicularis) är en ärtväxtart som först beskrevs av Carl von Linné, och fick sitt nu gällande namn av Biagio Bartalini. Enligt Catalogue of Life och Dyntaxa ingår Hjullusern i släktet luserner och familjen ärtväxter. Arten förekommer tillfälligt i Sverige, men reproducerar sig inte. Inga underarter finns listade i Catalogue of Life.
Kronbladen är gula.

## Bildgalleri

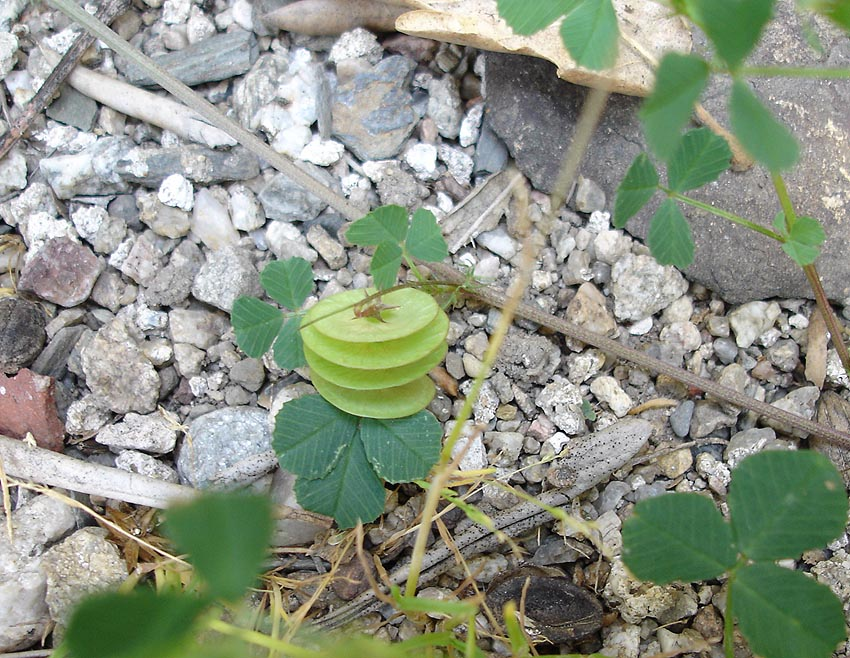
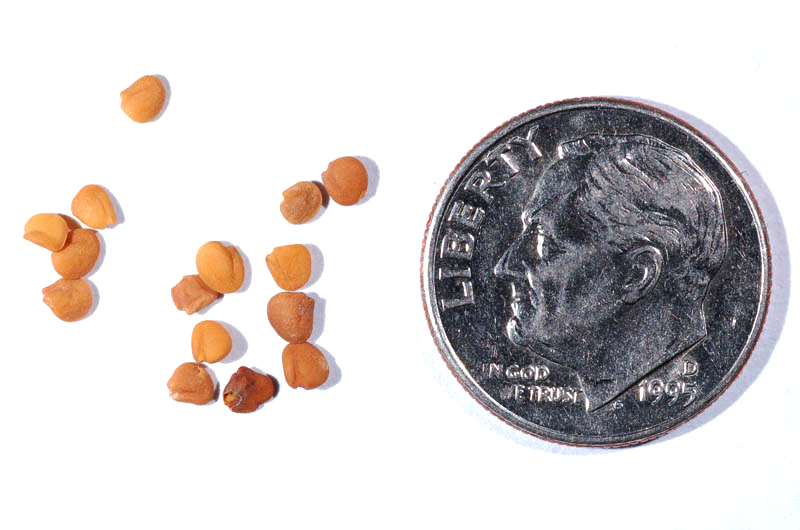
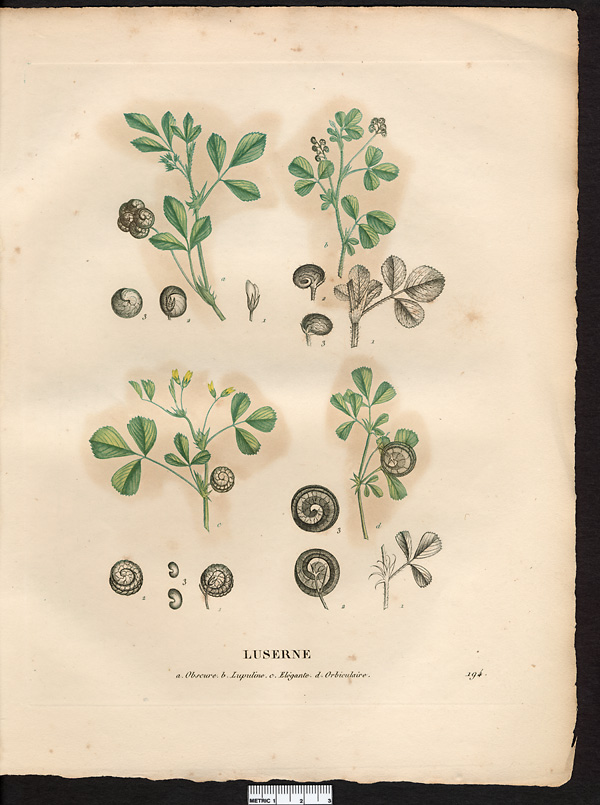
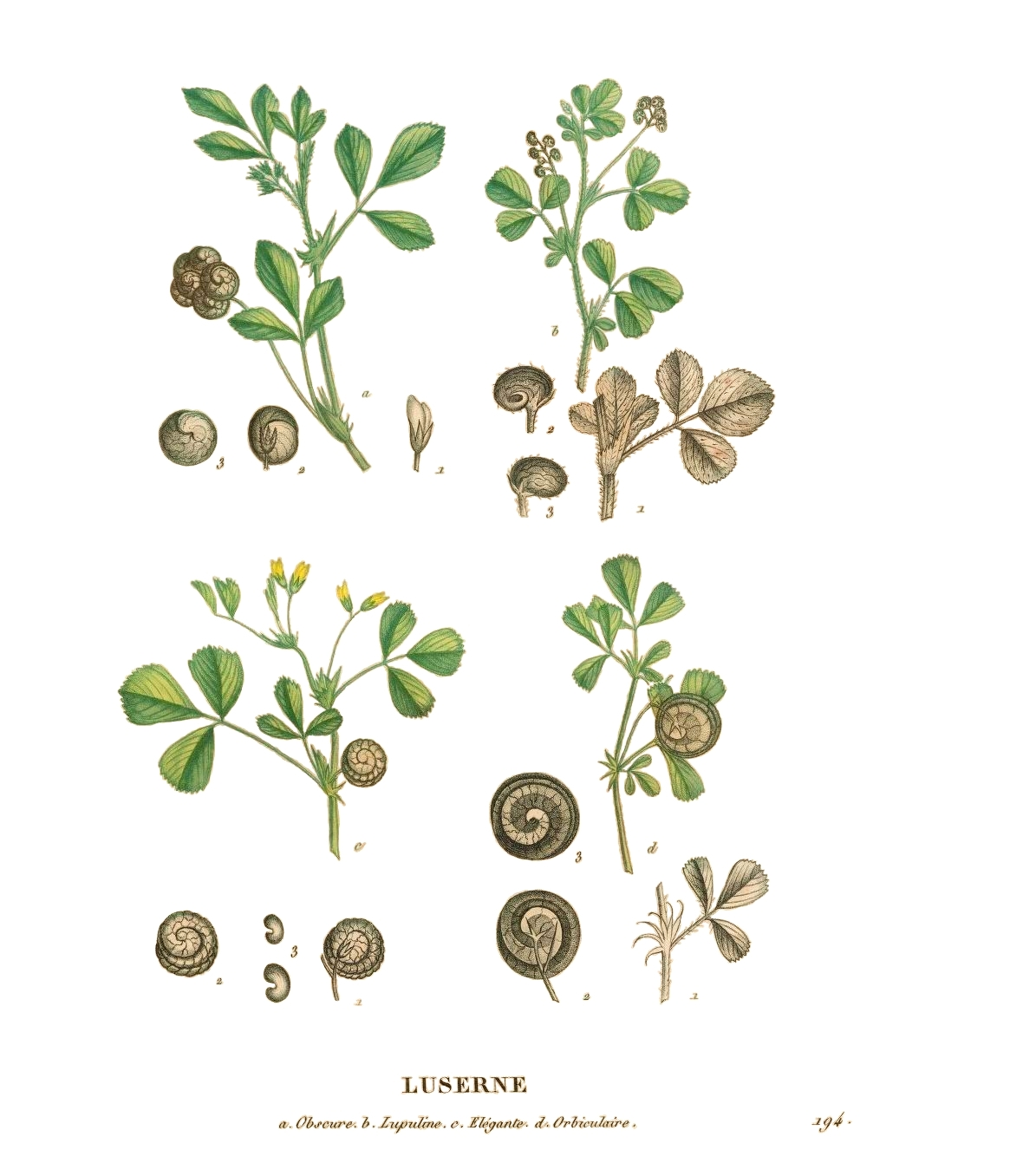
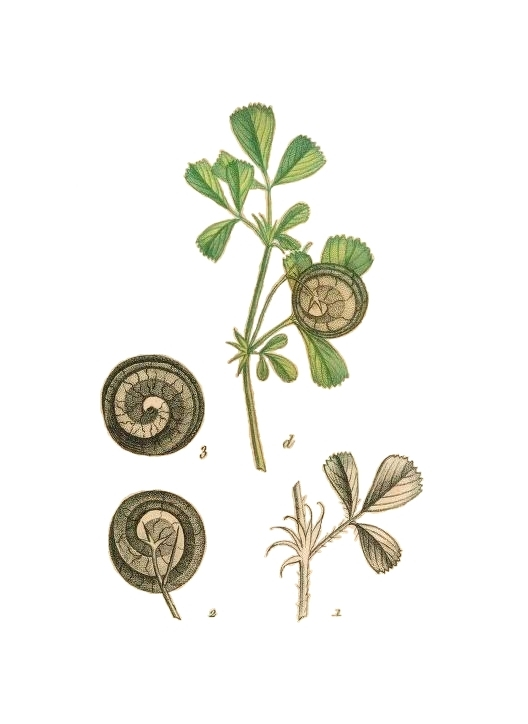
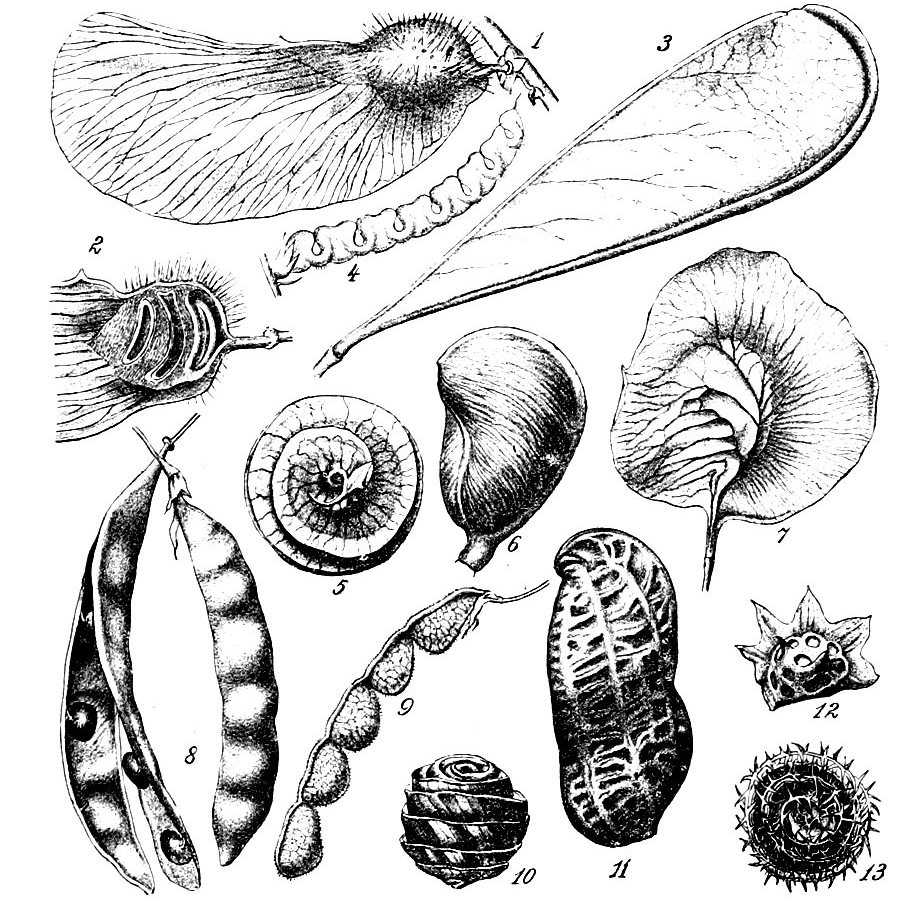
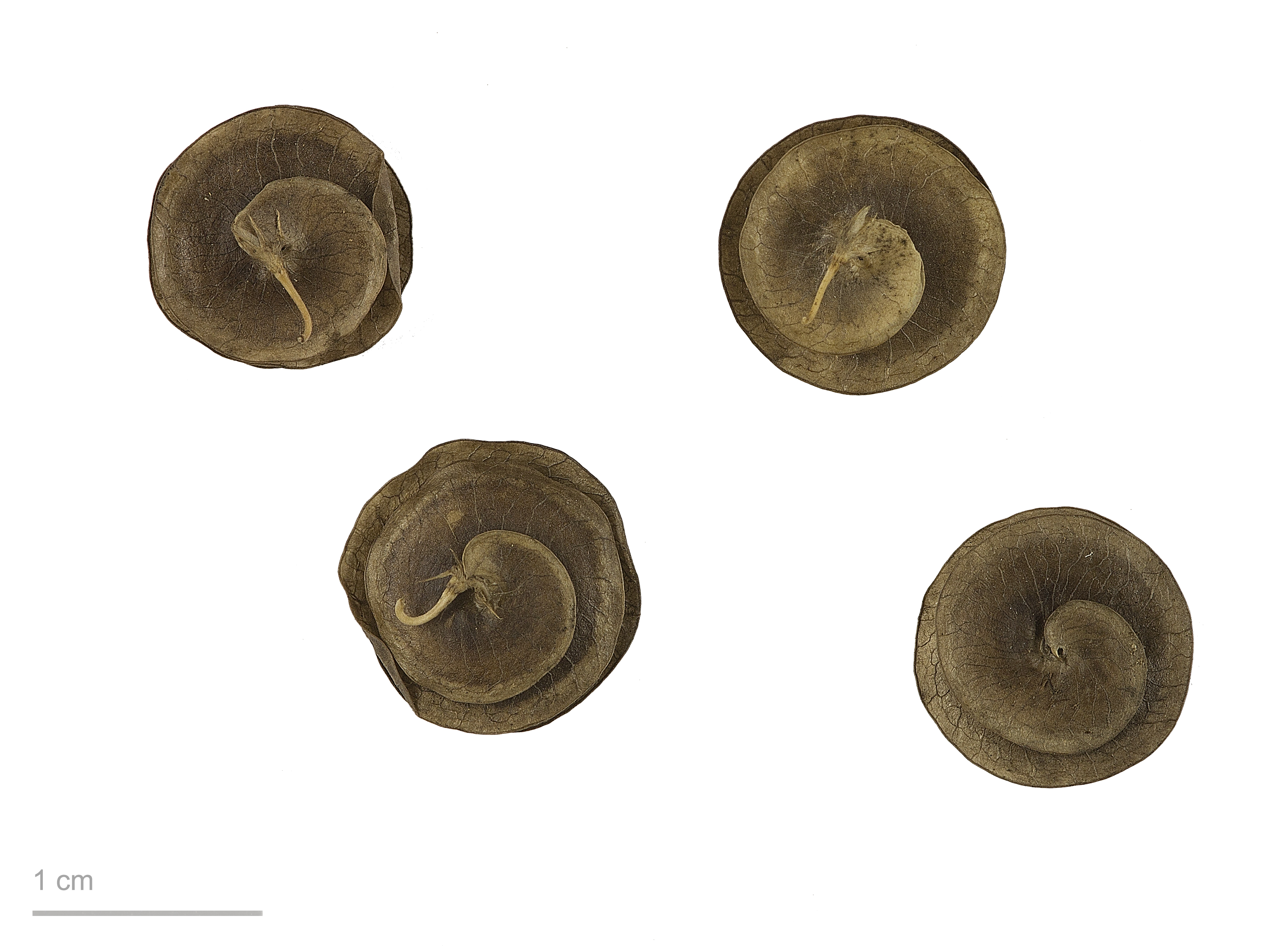
Medicago orbicularis - Museum specimen